# MMSI-nummer
MMSI eller Maritime Mobile Service Identity er et 9-cifret kaldenummer, der bruges til at identificere skibe, kystradiostationer og grupper af samme, i forskellige former for radioudstyr og i AIS-udstyr. Nummeret er individuelt unikt og tildeles af nationale ansvarlige myndigheder, i Danmark Søfartsstyrelsen.

## Struktur
Nummeret består af 9 cifre, hvor de første 3 er en regions- og landekode:
- 0 Skibsgruppe, kystradiostation eller gruppe af kystradiostationer
- 1 Benyttes ikke.
- 2-7 Regionale koder
  - 2 Europa
    - 219 og 220 Danmark[1]

  - 3 Nord- og Mellemamerika og Karibien
  - 4 Asien
  - 5 Oceanien
  - 6 Afrika
  - 7 Sydamerika
- 8 Bruges regionalt
- 9 Bruges regionalt